# L'allegra fattoria (film 1950)
L'allegra fattoria (Summer Stock) è un film del 1950 diretto da Charles Walters.
È l'ultimo film girato da Judy Garland con il colosso MGM. Fu voluto dall'attrice stessa e accettato da Gene Kelly per ricambiare l'affetto e l'aiuto avuto agli esordi dall'attrice.
Memorabile è la scena in cui Kelly improvvisa un balletto con un asse del pavimento scricchiolante e un vecchio giornale sul quale balla. La scena fu provata per settimane e settimane perché Kelly la voleva perfetta ma anche quanto più naturale possibile.

## Trama
Jane Falbury viene stravolta dall'arrivo della sorella minore Abigail e della sua compagnia teatrale. Jane accetta suo malgrado che lo spettacolo Fall In Love del regista Joe Ross venga girato nel suo fienile, ma raggiunge un accordo con gli attori e le attrici: se vorranno realizzare lo spettacolo dovranno collaborare nella fattoria.
L'inizio della collaborazione tra i due mondi è piuttosto difficile, ma lo spettacolo va avanti.
In città non sono contenti che la compagnia teatrale si sia stabilita nella fattoria di Jane e non è contento nemmeno il suo fidanzato Orville.
Joe, che è fidanzato con Abigail, ha promesso a Jane che in caso di successo dello spettacolo, avrebbe sposato la sorella. Però, dopo aver scoperto che Jane canta e balla meravigliosamente, s'innamora di lei. Il giorno in cui viene montato il palco, Jane ne rimane affascinata e rimane affascinata anche da Joe.
Tre giorni prima della prima, Abigail fugge a New York con Keith, il protagonista maschile dello spettacolo Keith. Jane, allora, accetta di sostituirla al fianco di Joe: per lei è l'esperienza più meravigliosa mai avuta.
Orville, venendo a sapere che la fidanzata reciterà nello spettacolo, comunica a tutta la città e a suo padre che farà di tutto per bloccare la rivista. Per riuscirci, parte per New York da dove riporta a casa Abigail. Jane, però, non ne vuole sapere di lasciar perdere; anzi, dichiara apertamente di amare Joe, dimostrandolo davanti a tutti con un lungo bacio appassionato.
Lo spettacolo va dunque avanti riscuotendo un successo strepitoso.

## Produzione

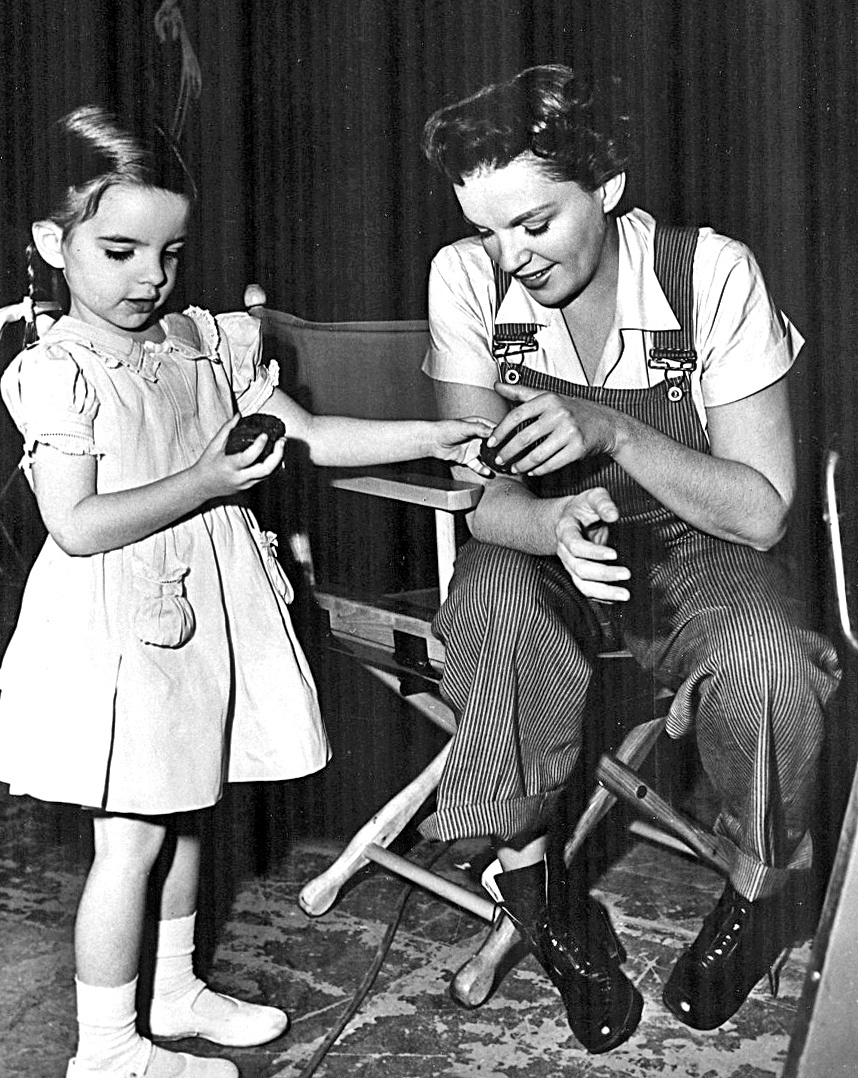
Judy Garland con la figlioletta Liza Minnelli sul set del film

Il film fu prodotto dalla Metro-Goldwyn-Mayer (MGM) (controlled by Loew's Incorporated). Le riprese durarono dal 21 novembre 1949 ai primi del febbraio e a metà marzo 1950.

## Distribuzione
Il copyright del film, richiesto dalla Loew's Inc., fu registrato il 7 agosto 1950 con il numero LP272.